# Deopalpus pretiosus
Deopalpus pretiosus là một loài ruồi trong họ Tachinidae.